# Kaizen

Kaizen japánul leírva

A kaizen (japánul: 改善) egy japán módszer, amely szerint az élet minden területén, ahol emberek tevékenykednek, meg lehet valósítani, azaz mindig jobbá lehet tenni bármilyen tevékenységet és így annak eredményét is. A termelésben és szolgáltatásban ismeretes elsősorban, de otthon, az iskolában, szállodákban, raktárakban, reptéren, a gyártásban, mérnöki és üzleti területen is alkalmazható. Leginkább vállalatoknál használják a folyamatok hatékonyságának növelésére, a minőség javítására és a kitűzött egyéb célok elérésére. A kaizen összetett japán szó, mely két kandzsiból áll, jelentése: változtatás (kai) a jó (zen) irányába.

## A módszer filozófiai háttere
A kaizen nem csak egy módszert, hanem gondolkodásmódot (életfelfogást) is jelent. Alapelve szerint minden probléma egyben lehetőség is a fejlődésre, fejlesztésre. Elsődleges célja nem a felelősök keresése, hanem a kialakult helyzet megoldása, tanulás a történtekből. A kaizen az érintett szervezet minden tagjától elkötelezettséget és részvételt kíván. Ahhoz, hogy ezt meg tudjuk valósítani, az érintetteket be kell vonni a szabályok kialakításába és a rendszer fenntartásába. A részvétel, bevonás legismertebb formái a következők: javaslati rendszer (pl. ötletbörze, ötletláda), csoportmunka (pl. minőségkörök, QCC), közös kaizen akciók. A kaizen személetében működő vállalat célja, hogy vevői igényeinek minél magasabb szinten tegyen eleget. Mindezt a költségek csökkentésén, a minőség fejlesztésén, a szállításon és a vevőkiszolgálás nagyobb pontosságán, valamint rugalmasságán keresztül éri el. A vállalat a kaizen hatására versenyképességét, piaci részesedését, valamint nyereségét növelheti. A dolgozók számára fejlődési lehetőséget nyújt, a dolgozói elégedettséget növelő munkát biztosít a megbízható munkahely.
A kaizen folyamatos, fokozatos fejlesztésről szól, azért hogy számunkra kedvező változás következzen be. Első lépésként ahhoz, hogy ezt végre tudjuk hajtani, egységesíteni (standardizálni, szabványosítani) kell. Fejleszteni azt lehet, ami standardizált és eredménye mérhető. A folyamatok standardizálását és a veszteségeik kiküszöbölését az úgynevezett PDCA (tervezés-megvalósítás-ellenőrzés-cselekvés) ciklus folyamatos alkalmazásával érjük el. Azáltal, hogy javítjuk a standardizált tevékenységeket és folyamatokat, megszüntethetjük a veszteséget, ergonomikusabbá, biztonságosabbá tehetjük a munkakörnyezetet, növelhetjük a munkavégzés hatékonyságát.
"A Kaizen jobbítást, javulást jelent a személyes -, az otthoni -, társadalmi - és munkahelyi életünkben. Ez a folyamat a munkahelyeken mindenki bevonásával történik - a menedzsereket és munkavállalókat is beleértve-, ezt fejlesztik tovább közösen."[forrás?]
A kaizen gondolkodás teljes mértékben áthatja a kaizennél jobban strukturált Lean és TPM módszereket.
A kaizen egy olyan folyamat, melynek célja túlmutat egy egyszerű munkatermelékenység-javításon. Ez egy olyan folyamat, ahol jól végzik a munkát, emberközpontúvá teszik a munkahelyet, megszüntetik a túlzottan kemény munkát, és megtanítja az embereket, hogyan kell tudományos módszerrel kísérleteket elvégezni munkájuk során, és hogyan kell megtanulni felismerni és felszámolni a veszteségeket az üzleti folyamatokban. Összegezve a folyamatok emberoldalú megközelítését és a termelékenység növelését jelenti. "Az ötlet az, hogy táplálja a cég humán erőforrását, dicsérettel és a részvétel ösztönzése a kaizen tevékenységben. "Sikeres végrehajtása megköveteli a részvételt a dolgozók fejlesztésében". Az emberek minden szinten részt vesznek benne a vezérigazgatótól a vállalat személyzetén keresztül adott esetben a külső szereplők is. A kaizen egy széles, több szintűen strukturált vállalatnál az általános Total Quality Management (TQM), ami segít megvalósítani az emberi törekvéseket, a gépek a termelékenység-javítását és mérhetővé teszi a teljesítményt.

## Történet
Születéséről több elmélet is létezik. Egyesek szerint az még az őskorra vezethető vissza, hiszen onnantól kezdve fejlődik az ember, tökéletesíti az eszközeit és önmagát, így emelkedhetett ki az állatok közül. 
Mások szerint a 16. századra nyúlik vissza a története, mikor az árutermelés fokozódott és a folyamatok tökéletesítésével, valamint az erőforrások optimalizálásával szerették volna növelni a hatékonyságot és a termelést.
Egy forrás szerint Homer M. Sarasohn, a Lean módszer atyjaként ismert amerikai szakembert nevezhetnénk a kaizen módszer első úttörőjének. A második világháború után az amerikai megszálló erők amerikai szakembereket vittek Japánba, hogy újraépítsék a japán ipart és helyreállítsák a gazdaságot. A CCS (Civil Kommunikációs Osztály) 1949–50-ben Homer M. Sarasohn és Charles Protzman vezetésével kidolgozott egy vezetőképzési programot (Management Training Program), melyben a Kaizen módszer is szerepel a statisztikai ellenőrzési módszerek egyik részeként.

## Végrehajtása, módszerei
A kaizen tevékenység ciklusai:
- Műveletek és tevékenységek szabványosítása
- A szabványosított műveletek, tevékenységek mérhetővé tétele (ciklusidő, folyamatos leltár)
- Szűk keresztmetszet meghatározása
- Innováció a követelmények teljesítésére és a termelékenység növelése
- Az új, hatékonyabb műveletek standardizálása, azaz a ciklus újrakezdése

Egy másik lehetséges megközelítés az úgynevezett PDCA ciklus, ami Shewhart- vagy Deming-ciklusként is ismert:
- Plan (tervezési fázis): célok meghatározása (probléma megtalálása)
- Do (végrehajtási fázis): terv megvalósítása (bemutatás)
- Check (ellenőrzési fázis): a tényleges és a tervezett adatok összehasonlítása (tisztázás)
- Act (cselekvési fázis): korrekciós intézkedések megtétele (elfogadás)

A kaizen öt fő eleme:
- Csapatmunka
- Személyes fegyelem
- Jobb hangulat
- Minőségi körök
- Legyünk jobbak